# Az Amerikai Egyesült Államok Űrhadereje
Az Amerikai Egyesült Államok Űrhadereje (angolul: United States Space Force, rövidítés: USSF) az Egyesült Államok haderejének űrhadviselési ágazata. A világ egyetlen független űrhadereje. Testvérágazata, az Egyesült Államok Légiereje, mind a Légierő osztálya alá tartozik, az egyike a három civil vezetésű ágazatnak a Védelmi Minisztériumban. Az űrhaderő a légierő miniszterének megfigyelése alá tartozik, aki egy politikai tisztviselő, akit a Szenátus jóváhagyásával neveznek ki. Az űrhaderő katonai vezetője az Űrműveleti parancsnok, aki általában a legmagasabb rangú űrtisztviselő.
Az űrhaderő a legkisebb ágazata, 8400 fős személyzettel. Összességében 77 űreszközt működtet az űrhaderő, többek között műholdakat, űrrepülőket, távközlési műholdakat és megfigyelőrendszereket. A Goldwater–Nichols-törvény szerint az űrhaderő felelős az űrhadviseléssel kapcsolatos személyek és eszközök felfegyverzésére és kiképzésére.
Az űrhaderő ötlete először a hidegháború elején jelent meg, mikor 1945-ben megkezdődtek az első űrprogramok a légierő megfigyelése alatt. 1954-ben megalapították a Western Development Divisiont, az első űrhadviseléssel foglalkozó ágazatként és még napjainkban is létezik, Űr- és Rakétarendszer Központ néven. Több űrhadviselési csoport is létezett különböző parancsnokságok alatt, de 1982. szeptember 1-én egyesítették őket a Légierő Űrparancsnokság név alatt. A parancsnokság segédműveleteket hajtott végre a vietnámi háború alatt, illetve kommunikációs és navigációs feladatkört töltött be az 1982-es Falkland-szigeteki háború, az 1983-as grenadai invázió, az 1986-os líbiai bombázás és Panama 1989-es megszállása során. Az első fontos bevetése az öbölháború során történt, ahol annyira fontosak voltak az Amerika-vezette koalíciónak, hogy az  „első űrháborúnak” nevezték.
Az első komoly megbeszélések az űrhaderő megalapításáról 1958-ban történtek, majd 1982-ben Ronald Reagan is szóba hozta a lehetőséget. A 2001-es Űrbizottság 2007 és 2011 között próbálta elérni az űrhaderő létrehozását, míg a Kongresszus beadott egy kétpárti javaslatot 2017-ben.  2019. december 20-án az elnök aláírta a United States Space Force-törvényt, amiben le volt írva a légierő alá tartozó űrhadviselési csoportok újraszervezése és a saját ágazattá alakítása. Ezzel ez lett az első új független amerikai katonai ágazat a légierő 1947-es újraszervezése óta.

## Struktúra

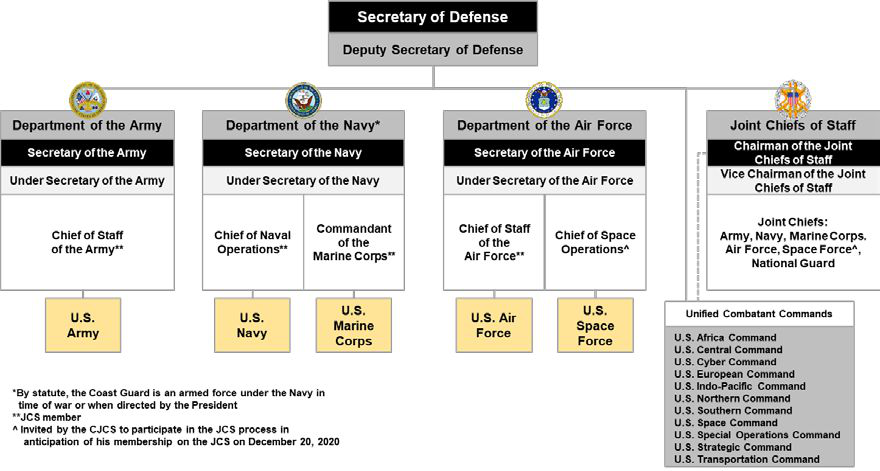
Az Egyesült Államok haderejének vezetőségi struktúrája

### Vezérkar listája
| Cím        | Cím                                            | Hivatal   | Jelenlegi tisztviselő |
| Vezetőség  | Vezetőség                                      | Vezetőség | Vezetőség             |
| ---------- | ---------------------------------------------- | --------- | --------------------- |
|            | Űrműveleti parancsnok                          | CSO       | John W. Raymond       |
|            | Helyettes űrműveleti parancsnok                | VCSO      | David D. Thompson     |
|            | Az űrhaderő törzsőrmestere                     | CMSSF     | Roger A. Towberman    |
| Űrvezérkar |                                                |           |                       |
|            | Vezérkari igazgató                             | DoS       | Nina M. Armagno       |
|            | Ember erőforrási főtisztviselő                 | S1/4      | Katharine Kelley      |
|            | Műveleti főtisztviselő                         | S2/3/6/10 | B. Chance Saltzman    |
|            | Hírszerzési, felderítési és kémlelési igazgató | S2        | Gregory Gagnon        |
|            | Stratégiai és erőforrási főtisztviselő         | S5/8/9    | Philip Garrant        |
|            | Tervek és programok igazgatója                 | S8        | Jennifer L. Grant     |
|            | Technológiai és Innovációs főtisztviselő       |           | Lisa A. Costa         |

### Űrműveleti parancsnokság
| Név               | Név                              | Szerep                                                                | Központ                               |
| Parancsnokságok   | Parancsnokságok                  | Parancsnokságok                                                       | Parancsnokságok                       |
| ----------------- | -------------------------------- | --------------------------------------------------------------------- | ------------------------------------- |
|                   | Űrműveleti Parancsnokság         | űr, kiber és hírszerzési műveletek, illetve harctevékenységi segítség | Peterson Űrhaderő Bázis, Colorado     |
|                   | Nyugati Űrműveleti Parancsnokság | főműveletek                                                           | Vandenberg Űrhaderő Bázis, Kalifornia |
| Űrbevetési delták |                                  |                                                                       |                                       |
|                   | Space Delta 2                    | űrbéli eszközök figyelemmel követése                                  | Peterson Űrhaderő Bázis, Colorado     |
|                   | Space Delta 3                    | űrbéli elektronikai hadviselés                                        | Peterson Űrhaderő Bázis, Colorado     |
|                   | Space Delta 4                    | rakétafigyelmeztetés                                                  | Buckley Űrhaderő Bázis, Colorado      |
|                   | Space Delta 5                    | parancsnoklás                                                         | Vandenberg Űrhaderő Bázis, Kalifornia |
|                   | Space Delta 6                    | kibertér-műveletek                                                    | Schriever Űrhaderő Bázis, Colorado    |
|                   | Space Delta 7                    | hírszerzési, felderítési és kémlelés                                  | Peterson Űrhaderő Bázis, Colorado     |
|                   | Space Delta 8                    | kommunikációs és navigávió                                            | Schriever Űrhaderő Bázis, Colorado    |
|                   | Space Delta 9                    | keringési hadviselés                                                  | Schriever Űrhaderő Bázis, Colorado    |
|                   | Space Delta 18                   | Nemzeti Űrhírszerzási Központ                                         | Wright-Patterson Légierő Bázis, Ohio  |
| Űrbázis delták    |                                  |                                                                       |                                       |
|                   | Space Base Delta 1               | műveleti és egészségügyi támogatás                                    | Peterson Űrhaderő Bázis, Colorado     |
|                   | Space Base Delta 2               | műveleti és egészségügyi támogatás                                    | Buckley Űrhaderő Bázis, Colorado      |

### Űrrendszer-parancsnokság
| Név                                           | Név                                                         | Szerep | Központ                               |
| Parancsnokságok                               | Parancsnokságok                                             | Parancsnokságok | Parancsnokságok                       |
| --------------------------------------------- | ----------------------------------------------------------- | --- | ------------------------------------- |
|                                               | Űrrendszer-parancsnokság                                    | beszerzés, mérnökség, kutatás, fejlesztés és kilövési aktivitások                                                                                                 | Los Angeles Légierő Bázis, Kalifornia |
| Kilövési delták                               |                                                             | |                                       |
|                                               | Space Launch Delta 30                                       | kilövések, nyugati adminisztráció, műveleti és egészségügyi támogatás                                                                                             | Vandenberg Űrhaderő Bázis, Kalifornia |
|                                               | Space Launch Delta 45                                       | kilövések, keleti adminisztráció, műveleti és egészségügyi támogatás                                                                                              | Patrick Űrhaderő Bázis, Florida       |
| Űrbázis-delták                                |                                                             | |                                       |
|                                               | Space Base Delta 3                                          | műveleti és egészségügyi támogatás | Los Angeles Légierő Bázis, Kalifornia |
| Hadtestek és egységek                         |                                                             | |                                       |
|                                               | Stratégiai figyelmeztető és felügyeleti rendszerek osztálya | infrastruktúra, beszerzés, tesztelés, radartámogatás, űrbéli eszközök figyelemmel követése és rakétavédelem                                                       | Hanscom Légierő Bázis, Massachusetts  |
| Portfólióépítész                              | Portfólióépítész                                            | innovációs fejlesztés, partnerség, adottságok integrációja, rendszerfenntartás, portfolióintegráció                                                               | Los Angeles Légierő Bázis, Kalifornia |
| Fejlesztési hadtest                           | Fejlesztési hadtest                                         | innovációs és prototípus igazgatóság, stratégiai rendszerek, taktikai SATCOM, következő generációs OPIR                                                           | Los Angeles Légierő Bázis, Kalifornia |
| Gyártási hadtest                              | Gyártási hadtest                                            | felhasználói felszerlés, C2-rendszer, LEO-divízió, MEO-divízió, Geo-divízió                                                                                       | Los Angeles Légierő Bázis, Kalifornia |
| Vállalati hadtest                             | Vállalati hadtest                                           | kilövés, terméktámogatás, küldetésközti kommunikáció, biztonság, mérnökség, információs főiroda                                                                   | Los Angeles Légierő Bázis, Kalifornia |
| Atlasz hadtest                                | Atlasz hadtest                                              | közügyek, beszerzés, munkaerő, tehetség-menedzsment, pénzügy, szerződések, személyzet, műveletmenedzsment, stratégia kommunikáció, vállalati innováció, biztonság | Los Angeles Légierő Bázis, Kalifornia |
| Különleges programok                          | Különleges programok                                        | különleges adottságok, CSMO, technológia, űrbéli eszközök figyelemmel követése, űrhadviselés                                                                      | Los Angeles Légierő Bázis, Kalifornia |
| Korlátozott adminisztratív ellenőrző egységek |                                                             | |                                       |
| Képességi iroda                               | Képességi iroda                                             | nagyebességű gyártás és bevetés | Kirtland Légierő Bázis, Új-Mexikó     |
|                                               | Légierő Kutatási Laboratórium, űrlabratóriumok              | űreszközfejlesztés | Kirtland Légierő Bázis, Új-Mexikó     |

### Kiképzési és készenléti parancsnokság
| Név             | Név                                     | Szerep                                                       | Központ                                  |
| Parancsnokságok | Parancsnokságok                         | Parancsnokságok                                              | Parancsnokságok                          |
| --------------- | --------------------------------------- | ------------------------------------------------------------ | ---------------------------------------- |
|                 | Űrkiképzési és készenléti parancsnokság | kiképzés, tesztelés és értékelés, illetve doktrinafejlesztés | Peterson Űrhaderő Bázis, Colorado        |
| Delták          |                                         |                                                              |                                          |
|                 | Space Delta 1                           | kiképzés                                                     | Vandenberg Űrhaderő Bázis, Kalifornia    |
|                 | Space Delta 10                          | űrdoktrina és hadi játékok                                   | United States Légierő Akadémia, Colorado |
|                 | Space Delta 11                          | űrtávolság és támadó fél                                     | Schriever Űrhaderő Bázis, Colorado       |
|                 | Space Delta 12                          | űrtesztelés és értékelés                                     | Schriever Űrhaderő Bázis, Colorado       |
|                 | Space Delta 13                          | űroktatás                                                    | Maxwell Légierő Bázis, Alabama           |

## Rendfokozatok

### Tisztek
| Fizetési szint    | O-10     | O-9         | O-8         | O-7         | O-6     | O-5       | O-4    | O-3      | O-2       | O-1     | Egyéb tisztjelölt      |
| NATO-kód          | OF-9     | OF-8        | OF-7        | OF-6        | OF-5    | OF-4      | OF-3   | OF-2     | OF-1      | OF-1    | OF(D)                  |
| ----------------- | -------- | ----------- | ----------- | ----------- | ------- | --------- | ------ | -------- | --------- | ------- | ---------------------- |
| Jelkép            |          |             |             |             |         |           |        |          |           |         | Különböző jelképek     |
| Class A-egyenruha |          |             |             |             |         |           |        |          |           |         | Különböző jelképek     |
| Class B-egyenruha |          |             |             |             |         |           |        |          |           |         | Különböző jelképek     |
| Egyenruha         |          |             |             |             |         |           |        |          |           |         | Különböző jelképek     |
| OCP-egyenruha     |          |             |             |             |         |           |        |          |           |         | Különböző jelképek     |
| Rendfokozat       | Tábornok | Altábornagy | Vezérőrnagy | Altábornagy | Ezredes | Alezredes | Őrnagy | Százados | Főhadnagy | Hadnagy | Kadét / Tisztgyakornok |
| Rövidítés         | Gen      | Lt Gen      | Maj Gen     | Brig Gen    | Col     | Lt Col    | Maj    | Capt     | 1st Lt    | 2d Lt   | Cdt / OT               |

### Hadtest
| Fizetési szint | E-9                                | E-9                     | E-9           | E-8                  | E-7           | E-6                | E-5      | E-4           | E-3           | E-2           | E-1           |
| NATO-kód       | OR-9                               | OR-9                    | OR-9          | OR-8                 | OR-7          | OR-6               | OR-5     | OR-4          | OR-3          | OR-2          | OR-1          |
| -------------- | ---------------------------------- | ----------------------- | ------------- | -------------------- | ------------- | ------------------ | -------- | ------------- | ------------- | ------------- | ------------- |
| Jelkép         | Még nem létezik                    |                         |               |                      |               |                    |          |               |               |               |               |
| Rendfokozat    | Besorozott senior elnöki tanácsadó | Űrhaderő főtörzsmestere | Főtörzsmester | Senior törzsőrmester | Törzsőrmester | Technikai őrmester | Őrmester | Specialista 4 | Specialista 3 | Specialista 2 | Specialista 1 |
| Rövidítés      | SEAC                               | CMSSF                   | CMSgt         | SMSgt                | MSgt          | TSgt               | Sgt      | Spc4          | Spc3          | Spc2          | Spc1          |

### Kadétok
| Negyedik kadét osztály – C4C (Újonc) | Negyedik kadét osztály – C4C (Újonc) | Harmadik kadét osztály – C3C (Másodéves) | Harmadik kadét osztály – C3C (Másodéves) | Harmadik kadét osztály – C3C (Másodéves) |
| Kadét                                | 4. osztályú kadét                    | Rang nélkül                              | Kadét-őrmester                           | Kadét törzsőrmester                      |
| ------------------------------------ | ------------------------------------ | ---------------------------------------- | ---------------------------------------- | ---------------------------------------- |
| Nincs                                |                                      |                                          |                                          |                                          |

| Második kadét osztály – C2C (Harmadéves) | Második kadét osztály – C2C (Harmadéves) | Második kadét osztály – C2C (Harmadéves) | Második kadét osztály – C2C (Harmadéves) | Második kadét osztály – C2C (Harmadéves) | Második kadét osztály – C2C (Harmadéves) | Második kadét osztály – C2C (Harmadéves) |
| 2. osztályú kadét                        | Kadét főtörzsőrmester                    | Kadét főtörzsőrmester                    | Kadét senior főtörzsőrmester             | Kadét senior főtörzsőrmester             | Kadét törzsőrmester                      | Kadét törzsőrmester                      |
| Rang nélkül                              | Csoport/Osztag-személyzet                | Osztag első tiszthelyettes               | Szárny-személyzet                        | Osztag főfelügyelő                       | Csoport főfelügyelő                      | Szárny-személyzet főnök                  |
| ---------------------------------------- | ---------------------------------------- | ---------------------------------------- | ---------------------------------------- | ---------------------------------------- | ---------------------------------------- | ---------------------------------------- |
|                                          |                                          |                                          |                                          |                                          |                                          |                                          |

| Első kadét osztály – C1C (Végzős) | Első kadét osztály – C1C (Végzős) | Első kadét osztály – C1C (Végzős) | Első kadét osztály – C1C (Végzős) | Első kadét osztály – C1C (Végzős) | Első kadét osztály – C1C (Végzős) | Első kadét osztály – C1C (Végzős) | Első kadét osztály – C1C (Végzős) | Első kadét osztály – C1C (Végzős) | Első kadét osztály – C1C (Végzős) | Első kadét osztály – C1C (Végzős) | Első kadét osztály – C1C (Végzős) |
| 1. osztályú kadét                 | 2. osztályú kadét hadnagy         | 1. osztályú kadét hadnagy         | Kadét százados                    | Kadét százados                    | Kadét őrnagy                      | Kadét alezredes                   | Kadét alezredes                   | Kadét ezredes                     | Kadét ezredes                     | Kadét ezredes                     | Kadét ezredes                     |
| Rang nélkül                       |                                   | Osztag-személyzet                 | Osztag-személyzet                 | Repülési parancsnok               | Csoport-személyzet                | Szárny-személyzet                 | Osztag-parancsnok                 | Szárny-igazgató                   | Csoport-parancsnok                | Szárny-alparancsnok               | Szárny-parancsnok                 |
| --------------------------------- | --------------------------------- | --------------------------------- | --------------------------------- | --------------------------------- | --------------------------------- | --------------------------------- | --------------------------------- | --------------------------------- | --------------------------------- | --------------------------------- | --------------------------------- |
|                                   |                                   |                                   |                                   |                                   |                                   |                                   |                                   |                                   |                                   |                                   |                                   |

## Jelképek
- Az Űrhaderő zászlaja
- Az Űrhaderő gallér-jelvénye
- Az Űrhaderő deltája
- Az Űrhaderő pecsétje

## Űrhajósok
Eddig két NASA-űrhajós volt, aki egyben az űrhaderő tagjaként is szolgált. Az első Mike Hopkins ezredes volt, akinek kinevezése az űrhaderőbe a Nemzetközi Űrállomáson történt, egy nappal az űrhaderő első születésnapja előtt, 2020. december 19-én.
| #  | Kép    | Név                        | Űrhajóscsoport          | Repülések                                                                                | Egyetemek | For.          |
| -- | ------ | -------------------------- | ----------------------- | ---------------------------------------------------------------------------------------- | --- | ------------- |
| 1. | Center | Michael S. Hopkins ezredes | NASA 20. űrhajóscsoport | Szojuz TMA–10M (37. expedíció/38. expedíció) SpaceX Crew–1 (64. expedíció/65. expedíció) | Illinois-i Egyetem (Repüléstechnika alapfok) Stanford Egyetem (Repüléstechnika mesterfok)                    | [ 17 ] [ 18 ] |
| 2. |        | Nick Hague ezredes         | NASA 21. űrhajóscsoport | Szojuz MSZ–10Szojuz MSZ–12 (59. expedíció/60. expedíció)                                 | Légierő Akadémia (Repüléstechnika alapfok) Massachusetts Institute of Technology (Repüléstechnika mesterfok) | [ 19 ]        |

## Elismerések
Az alábbi szakaszban az elismerések eredeti nyelvű, angol megnevezései szerepelnek.

### Fő elismerések
| Air Force Cross | Air Force Distinguished Service Medal | Airman's Medal | Aerial Achievement Medal | Air Force Commendation Medal | Air Force Achievement Medal |
| --------------- | ------------------------------------- | -------------- | ------------------------ | ---------------------------- | --------------------------- |
|                 |                                       |                |                          |                              |                             |
|                 |                                       |                |                          |                              |                             |

### Bevetési elismerések
| Air Force Combat Action Medal | Combat Readiness Medal | Air and Space Campaign Medal | Nuclear Deterrence Operations Service Medal | Remote Combat Effects Campaign Medal |
| ----------------------------- | ---------------------- | ---------------------------- | ------------------------------------------- | ------------------------------------ |
|                               |                        |                              |                                             |                                      |
|                               |                        |                              |                                             |                                      |

### Magaviseleti elismerések
| Air Force Good Conduct Medal | Space Force Good Conduct Medal | Air Reserve ForcesMeritorious Service Medal |
| ---------------------------- | ------------------------------ | ------------------------------------------- |
|                              |                                |                                             |
|                              |                                |                                             |

### Egységi szalagok
| Presidential Unit Citation | Gallant Unit Citation | Air Force Meritorious Unit Award | Outstanding Unit Award | Organizational Excellence Award |
| -------------------------- | --------------------- | -------------------------------- | ---------------------- | ------------------------------- |
|                            |                       |                                  |                        |                                 |

### Bevetési szalagok
| Outstanding Airman of the Year Ribbon | Outstanding Guardian of the Year Ribbon | Air Force Recognition Ribbon | Air Force Overseas Short Tour Service Ribbon | Air Force Overseas Long Tour Service Ribbon |
| ------------------------------------- | --------------------------------------- | ---------------------------- | -------------------------------------------- | ------------------------------------------- |
|                                       |                                         |                              |                                              |                                             |

| Air Force Expeditionary Service Ribbon | Air Force Expeditionary Service Ribbon with Gold Border | Air Force Longevity Service Award     | Air Force Special Duty Ribbon |
| -------------------------------------- | ------------------------------------------------------- | ------------------------------------- | ----------------------------- |
|                                        |                                                         |                                       |                               |
| USAF NCO PME Graduate Ribbon           | USAF Basic Military Training Honor Graduate Ribbon      | Small Arms Expert Marksmanship Ribbon | Air Force Training Ribbon     |
|                                        |                                                         |                                       |                               |

## Költségvetés
| Költségvetési kategória                     | 2020        | 2021            | 2022 (jóváhagyott) | 2023 (kérvényezett) |
| ------------------------------------------- | ----------- | --------------- | ------------------ | ------------------- |
| Működtetés és fenntartás                    | $40 000 000 | $2 492 114 000  | $3 611 012 000     | $4 000 000 000      |
| Beszerzés                                   | —           | $2 310 994 000  | $2 787 354 000     | $3 600 000 000      |
| Kutatás, fejlesztés, tesztelés és értékelés | —           | $10 540 069 000 | $11 794 566 000    | $15 800 000 000     |
| Összesen                                    | $40 000 000 | $15 343 177 000 | $18 192 932 000    | $24 400 000 000     |